# Легенда
Леге́нда (от ср.-лат. legenda «чтение», «то, что должно быть прочитано») — жанр несказочного прозаического фольклора, который подразумевает повествование о человеческих действиях, по мнению рассказчика и слушателей, имевших место в истории человечества. Истории в этом жанре могут демонстрировать человеческие ценности и приписывать определённые качества, придающие вымыслу правдоподобие. Легенда, для её активных и пассивных участников, может включать чудеса. Легенды могут со временем трансформироваться, благодаря чему остаются актуальными. Легенда может бытовать как в устной, так и в письменной форме.
Братья Гримм описали легенду как «исторически обоснованную сказку». Профессиональное определение легенды было предложено современным фольклористом Тимоти Р. Тангерлини в 1990 году: «Легенда, как правило, представляет собой короткое (моно-) эпизодическое, традиционное, в высшей степени адаптированное историческое повествование, исполненное в разговорной манере, отражающее на психологическом уровне символическое представление народных верований и коллективного опыта и служащее подтверждением общепринятых представлений ценностей группы, к традициям которой оно относится».
Выделяются следующие отличия легенды от иных жанров:
- от мифов — легенды независимы от ритуала;
- от преданий — события могут относиться как к прошлому, так и к настоящему и будущему[1]; в отличие от легенды, жанр предания никак не связан с циклическим временем[6];
- от волшебной сказки — легенда рассказывает о чуде как о достоверном событии[1].

Понятие легенды имеет точный смысл для традиций типа европейской только в противопоставлении жанру предания. Легенда может рассказывать о персонажах священной истории, канонизированных святых или мифологических персонажах, тогда как предание повествует в основном об исторических лицах. Чудесное может присутствовать в предании, в этом случае исторические лица наделяются фантастическими свойствами. В традициях, в которых нет противопоставления мирской и священной истории, и шире традиции, где не происходила смена религиозно-мифологической системы, выделение отдельных жанров предания и легенды невозможно, в них присутствует единый жанр «исторического» повествования.

## История понятия
Первоначально легендой считалась поучительная история из жизни христианского святого. Она включала исторически достоверные факты, а также рассказ, который можно классифицировать как неисторическую легенду (художественный вымысел). Со времён мучеников католическая церковь вспоминала о своих знаменитых умерших в молитвах мессы и Литургии часов, упоминая имена, отмеченные в мартирологиях, и события из их жизни и мученичества. Когда чтение (lectio) стало делом предписания, дневное чтение превратилось в легенду согласно исконному смыслу этого слова (то, что должно быть прочитано).
Такие истории читались в церквях и монастырях в день памяти святого и содержали эпизоды из его жития. Как правило, легенда не раскрывала жизнь святого полностью, но выделяла из неё отдельные назидательные эпизоды, в которых весьма явно показаны его добродетели или творимые Богом или святым чудеса. Легенды распространялись в виде отдельных произведений, а также в сборниках (легендариях). Один из самых древних латинских прозаических сборников легенд — «Диалоги о жизни и чудесах италийских Отцов и о бессмертии души» Григория I Великого. Большую популярность получил переведённый на многие европейские языки латинский сборник «Золотая легенда» Иакова Ворагинского, в котором повествования из жизни Иисуса Христа, Девы Марии, апостолов, святых расположены в порядке церковного года. По словам Ивашнёвой Л. Л., «современные фольклористы (вслед за дореволюционными учёными) акцентируют внимание на религиозном компоненте фольклорной легенды, значимом её свойстве».
К 1613 году англоговорящие протестанты начали использовать это слово, когда хотели намекнуть, что событие (особенно история любого святого, не упомянутого в «Актах и памятниках» Джона Фокса) было вымышленным. Таким образом, легенда приобрела современные коннотации «недокументированного» и «вымышленного», что отличает её от значения хроники.
Иногда легенды претерпевали литературную обработку (на латинском, а затем и на других языках) и по этой причине могли принимать различные жанровые формы: эпические стихотворения (Григорий Турский, Венанций Фортунат, Алкуина и пр.), драмы (в миракле и др.), гимна и др.
В более широком значении легенда — небольшое повествование о фантастической биографии людей, животных, растений, вещей, а также круг традиционных сказаний, связанных с конкретным лицом или местом (например, кельтская легенда о короле Артуре, легенды о Фаусте, Дон Жуане).
В 1866 году Якоб Гримм описал сказку как «поэтическую, историческую легенду». Ранние учёные, такие как Карл Верхан, Фридрих Ранке и Уилл Эрих Пойкерт, последовали примеру Гримма, сосредоточив внимание исключительно на литературном повествовании, — подход, который особенно обогатился после 1960-х годов, раскрывая вопросы действа, а также антропологических и психологических озарений, обретённых при рассмотрении социального контекста легенд.
Болландист Ипполит Делехай описывает легенду (по сравнению с басней, мифом или сказкой) следующим образом: «Легенда, с другой стороны, по необходимости имеет некоторую историческую или топографическую связь. Она связывает воображаемые события с каким-то реальным персонажем или помещает романтические истории в определённое место. Таким образом, можно говорить о легенде об Александре или Цезаре».
В российской фольклористике легендой называется рассказ религиозно-нравственного содержания, восходящий к традициям Библии, агиографии, апокрифов, других книжных и фольклорных источников. «Легенда имеет морально-дидактическую установку на воспитание человека, что обусловлено художественной задачей жанра: дать представление о добре и зле в его христианском понимании». Для легенды характерны духовная главенствующая идея сюжета, своеобразные пространственно-временные координаты, в которых происходит действие, и особая система персонажей: это небожители и люди, а также другие земные существа. Ключевое понятие чуда формируется представлениями о двоемирии, то есть о «явленной человеку реальности и невидимой сущности бытия и о взаимодействии между ними».
По причине структурного многообразия устной легенды и её недостаточной изученности возникает проблема точного жанрового определения. В работах российских учёных термин «легенда» чаще всего применяется по отношению к повествованиям религиозного содержания. В западноевропейской науке легендами иногда называют мифы первобытных народов. B английской науке легендами также считаются мифы классической древности. A. H. Веселовский, как и другие исследователи, называют легендами сюжеты, связанные с историческими именами. Реже слово «легенда» применяется к другим жанрам, как, например, к поверьям.

## Легенды и мифы
Легенда представляет собой фольклорное произведение, включающее элементы чудесного, фантастического, воспринимаемые в качестве достоверных событий, происходивших на границе исторического и мифического времени или в историческое время. Понятие легенда наиболее определено для европейской культуры. В европейском фольклоре тексты, связанные с именами заранее известных персонажей, повествующие о событиях и времени, воспринимаемые как исторические, обычно делятся на легенды и предания. Легендами называются в основном нарративы о персонажах священной истории (евангельских персонажах, христианских святых, исламских подвижниках), преданиями — нарративы о персонажах мирской истории, и элемент чудесного в данном случае не является обязательным. Различение легенд и преданий актуально именно для традиций, в которых новая религия сменила более ранние мифологические системы, что произошло только в христианской и исламской культурах.
В традициях, в которых мировая религия (например, буддизм в Индии) не заместила более ранние мифологические системы, а также в политеистических культурах эта двойственность выражена слабо. Теряет смысл это разграничение в тех традициях, в которых священная история не противопоставляется мирской (профанической). В таких культурах существует единый «исторический» жанр, который противопоставлен мифу, сказке и иногда эпосу. Этот жанр именуется легендами условно. Легенды в данном случае противопоставляются другим жанрам по различным критериям. Как и легенда, миф характеризуется уверенностью носителей в достоверности нарратива и наличием элемента «чудесного». Противополагаться миф и легенда могут по таким признакам, как, например, принадлежность текста — принадлежит ли нарратив всему племени или только отдельному роду. Согласно американскому антропологу Эдварду Сепиру, в культуре индейцев нутка космогонические и антропогонические мифы, то есть касающиеся всех, знают и имеют право рассказывать все члены племени, тогда как легенды, рассказы о событиях, положивших начало роду, считаются «собственностью» только членов конкретного рода. Здесь заметна общая для легенд разных традиций особенность — приуроченность к историческому времени, или к границе мифического и исторического времени. Также в культурах, где не произошла смена религиозной системы, легенда может противопоставляться мифу по статусу, то есть иметь разную степень сакральности, по наличию или отсутствию связи с культом, по персонажам. Так, герои легенд обликом не отличаются от носителей традиции, хотя обладают способностями, превышающими человеческие. В ряде случаев прообразами героев легенд становятся реальные личности.
В любых традициях в сравнении с мифом легенда менее сакрализована и повествует о более поздних событиях. В непрерывных традициях легенда соотносится с мифом синхронно, в традициях, где произошла смена религиозной системы — диахронически. В таком случае мифы являются одними из источников легенд. Легенда принадлежит к числу жанров, находящихся между мифом и историческим описанием. В непрерывных традициях существование легенд определено потребностью в «историческом» жанре, тогда как в традициях второго типа легенда выполняет ряд других функций. В христианской мифологии основным признаком легенды выступает не столько её «историчность», сколько неканоничность.
Предшествующие мифы вытесняются из повествовательных жанров, но их содержание сохраняется в ритуале, несюжетных ритуальных текстах и несакральных сюжетных текстах (былички и сказки). Эта ситуация создаёт потребность в жанре, воспроизводящем сюжетику предшествующей традиции. Христианские легенды являются нарративами, аксиологический статус которых снижен в сравнении с каноническими текстами. Канонические повествования в новой системе ритуалов имеют тот же статус, которым обладает миф в традиционных ритуальных системах. Низкий статус легенды в сравнении с каноном устраняет противоречия в рамках синкретического народного христианства. Апокриф, напротив, нередко претендует на большую «истинность» в сравнении с каноном. Жанры апокрифа и легенды близки в необходимости для них заданного «прежде» канона. Легенды были включены в новую религиозную систему с помощью отнесения их сюжетов к христианским святым, с которыми были отождествлены герои прежних мифологических сюжетов, при этом события этих повествований воспринимаются как более поздние и менее ценные, чем евангельские. Легенды о христианских святых отчасти воспроизводят сюжеты дохристианских мифов, становясь одним из средств переноса старой мифологии в новую христианскую среду. В жития святых, статус которых ниже статуса священного писания, возможно заимствование нехристианских мотивов. Легенда становится средством переноса именно сюжетных элементов прежней мифологии в отличие от отдельных признаков персонажей и представлений, которые могут сохраняться лишь в виде упоминаний в заговорах, пословицах, приметах и др. Житийные легенды принадлежат к историческому жанру, в то же время связаны с календарным ритуальным циклом.
Отдельную категорию составляют христианские легенды о ветхозаветных персонажах (например, в русских духовных стихах, которые характеризуются как легенды или апокрифы, спетые былинным стихом), а также Бог и Дьявол. Специфика этой разновидности легенд заключается во времени, к которому относится повествование — евангельская, ветхозаветная эпохи или эпоха творения, в рамках христианства выступающие в качестве мифического времени, что сближает эти легенды с мифами. Такие легенды включают сюжеты борьбы громовержца с его противником или рассказы о сотворения мира. Место громовержца может занимать Бог, его противника — Дьявол. В других вариантах роль громовержца играет Илья-пророк. Противник громовержца считается Дьяволом. Он может сохранять своё имя или в результате инверсии выступать под именем самого громовержца. Такие нарративы вызваны стремлением соотнести главные сюжеты с высшими уровнями системы или воспроизвести сюжеты, невозможные без главных персонажей данной системы. К это категории принадлежит сюжет творения, распространённый в дуалистических космогонических легендах, например о совместном творении мира Богом и Дьяволом. Типологически такие легенды близки к мифам о культурных героях трикстерах (полинезийский Мауи и др.), сотворивших острова и др. Функционально эти легенды являются компенсацией свойственной мифологии дуалистической структуры в условиях новой моноцентрической мифологии. Несмотря на сближение с мифами, эти легенды имеют маргинальный характер лишены непосредственной связи с культом.
Ряд европейских легенд повествуют о событиях, происходящих в абстрактном неуточнённом времени, что сближает их с притчами и сказками. В частности, святые выступают таких сюжетах в качестве мифологических персонажей — как существовавшие «всегда». Легенды этого типа могут повествовать о связях святых с обычными людьми, например, легенда о святом Николае Угоднике, защитившем пахаря от Ильи-пророка. Такие эпизоды могут включаться в сказку.
Сюжеты других легенд помещены в историческом времени конкретного этноса и пересекаются с преданиями. Они могут существенно сближаться во времени с носителями или опережать его, переходя в эсхатологическое время, которое, однако, часто сохраняет связь с историческим — точные датировки конца света или отнесение его к обозримому будущему. Эсхатологические легенды обнаруживают сходство и с легендами об утопических странах или обществах (русское Беловодье). Социально-утопические легенды граничат с жанром преданий, поскольку могут включать сюжеты об исторических, несакрализованных лицах, которым придаётся функция восстановления нарушенной справедливости и установления утопического благополучия, что связывает их с культурными героями, но переосмысленными в рамках поздних социальных отношений. Такова, например, легенда о старце Фёдоре Кузьмиче (Александре I).

## Разновидности
В русском фольклоре можно увидеть разделение на этиологические, религиозно-назидательные и социально-утопические легенды. Этиологические легенды имели познавательный характер, объясняли происхождение мира, человека, животных. B восточнославянской традиции часто разъясняется происхождение разных представителей фауны, и тогда сюжеты легенд сливаются co сказками o животных. Некоторые из легенд этой группы касаются сотворения мира (космогонические), начала человеческого рода (этнологические), конца света (эсхатологические).
Некоторые фольклористы считают, что последний вид относится к группе религиозно-назидательных легенд: о Боге Отце, о Христе, об ангелах и святых; сюжетные толкования церковного календаря, имён святых; рассказы, предостерегающие от нарушения церковных запретов, а также о святых старцах и о юродивых. Агиографические легенды выделяются в отдельный тип в большинстве работ по народной прозе. Фольклорная агиография чаще всего предшествует созданию церковных житий и служит незаменимым источником для книжной традиции. Известны апокрифические легенды, которые стремятся дополнить Священное Писание, прояснить и конкретизировать его символический смысл. Некоторые исследователи также выделяют легенды об обмираниях и легенды о возмездиях.
Многие фольклористы выделяют группу социально-утопических легенд, исследованных К. В. Чистовым: об утраченном «золотом веке» («сказочное райское время, когда всем было хорошо, когда все благодушествовали») — устные легенды подобного рода могли быть связаны c воспоминаниями o вольном древнем Новгороде и в описании былинного города Галича, сюда же относится Китежская легенда; о фантастических далёких землях, где царят справедливость и изобилие (o реке Дарье, o городе Игната y казаков-некрасовцев, об Ореховой земле и самая распространённая о Беловодье), и о возвращающихся царях-избавителях, в основе которых лежала общая схема сюжета: природный царь желает осуществить социальные преобразования в пользу крестьян, однако боярское окружение добивается отстранения избавителя, после чего происходит его чудесное спасение. Некоторое время ему приходится скрываться или втайне скитаться по Руси. Однако народ получает вести или же благодаря случайным встречам узнаёт его самого. Правящий царь пытается помешать избавителю осуществить задуманное, но безуспешно. Происходит возвращение избавителя и узнавание его народом, после чего он воцаряется в столице, проводит задуманные социальные преобразования. При этом он чествует своих ближайших сподвижников, наказывает изменников, незаконного царя, придворных, дворян.

## В искусстве и политике
Сюжеты и образы фольклорных легенд использовали А. С. Пушкин, А. К. Толстой, Н. С. Лесков, П. И. Мельников-Печерский, Л. Н. Толстой, Ф. М. Достоевский. На Западе к ним обращались Ф. Новалис, Л. Тик, А. Мицкевич, В. Ирвинг; В. Скотт, В. Гюго, Г. Флобер, А. Франс, Т. Манн. Первый сборник русских фольклорных легенд издан А. Н. Афанасьевым в 1859 году.
Термин «легенда» применяется также к живописным, а с XIX века — и к музыкально-драматическим произведениям, связанным с сюжетами легенд (например, легенда «Осуждение Фауста» Г. Берлиоза; оратория «Легенда о святой Елизавете» Ф. Листа; балет «Легенда об Иосифе» Р. Штрауса; танцевальная Л. «Достославнейшее видение» П. Хиндемита, опера Н. А. Римского-Корсакова «Сказание о граде Китеже»). Легендой может называться также песня в народном духе о событиях далёкого прошлого (разновидность вокальной баллады — у К. Лёве и др.) или инструментальное произведение (легенды для скрипки с оркестром Г. Венявского; «Четыре легенды» Я. Сибелиуса для оркестра; легенда для фортепиано С. С. Прокофьева).
Легендой пользовались некоторые самозванные престолонаследники, объявлявшие себя то убитым во младенчестве царевичем Димитрием, то цесаревичем Петром Федоровичем (Петром III). По некоторым данным самозванных Петров III (наряду c самым значительным среди них — E. И. Пугачевым) во второй половине XVIII века было более двух c половиной десятков.

## Городская легенда
Городские легенды представляют собой современный жанр фольклора, обычно включающий вымышленные истории, которые нередко представляются как правдивые, с мрачными или юмористическими элементами. Эти легенды используются в развлекательных целях, а также для полусерьёзных объяснений на первый взгляд таинственных событий, таких как исчезновения и странные объекты.
Термин «городская легенда», используемый фольклористами, появился в печати на английском языке примерно в 1968 году. Ян Гарольд Брунванд, профессор английского языка в Университете штата Юта, представил этот термин широкой публике в серии популярных книг начиная с 1981 года. Брунванд использовал свой сборник легенд «Исчезающий автостопщик: американские городские легенды и их значения» (1981), чтобы отметить два момента: во-первых, легенды и фольклор не встречаются исключительно в так называемых примитивных или традиционных обществах, и, во-вторых, что можно многое узнать о городской и современной культуре, изучая такие небылицы.